# Спиридон (Потёмкин)
Архимандри́т Спиридо́н (в миру Семён Фёдорович Потёмкин; ум. 1664) — архимандрит Русской православной церкви, противник церковной реформы патриарха Никона, старообрядческий писатель, богослов и проповедник, архимандрит Покровского монастыря в Москве. Сын Фёдора Илларионовича Потёмкина, пристава в Польшу и Литву, смоленского городского головы. Приходился дядей Фёдору Ртищеву; состоял в родстве со старцем Ефремом.

## Биография
Симеон Потёмкин родился в городе Смоленске; из дворян. Получил хорошее образование, был знатоком польского, латинского, греческого и еврейского языков.

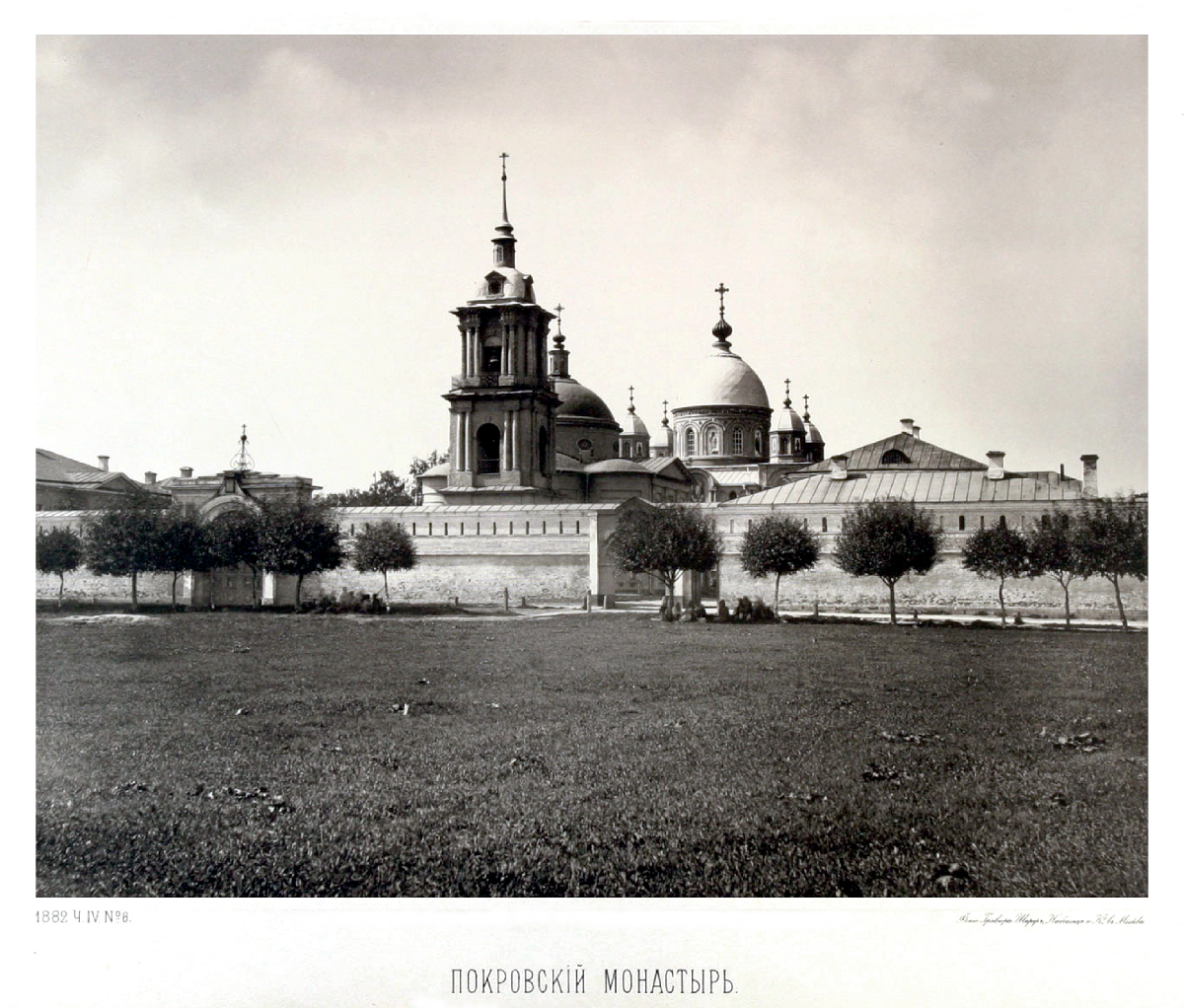
Покровский монастырь. Фотография Николая Найдёнова (1883)

Потёмкин категорически возражал против реформы Православия, навязанной московским патриархом Никоном, а исправления Никона называл «уготовлением пути антихристу»; по его мнению, седмиглавый змий «ныне творит брань» с чадами церкви, «да устелет путь гладок своему Антихристу сыну погибели»; всякий, «преступивый едино слово от учения Христова», отпадает от Христа и «подает руки своя лжехристу, грядущему сыну погибели».
Во время смоленского похода Русско-польской войны царя Алексея Михайловича был приглашён в Москву, куда и переехал в 1655—1656 годах. В 1662 году Спиридон Потёмкин стал архимандритом Покровского монастыря Русской православной церкви в городе Москве
Главный религиозный литературный труд Спиридона Потёмкина — «Книга о правой вере», которая включает в себя 11 слов, написанных в 1656—1658 годах. Николай Бубнов утверждает, что после кончины Потёмкина эти слова объединил вместе в 1664—1666 годах диакон Фёдор Иванов, который был учеником Спиридона.
Спиридон Потёмкин скончался 2 (12) ноября 1664 года в келье Покровского монастыря.
Около второй четверти XVIII века была составлена вторая редакция «Книги о правой вере», предположительно, это было сделано книжниками Выго-Лексинского общежительства. Это сочинение получило широкое распространение среди старообрядцев.